# Víctor Martucci
Víctor Martucci fue un actor de cine, radio, teatro y televisión argentino de vasta trayectoria artística.

## Carrera
Prestigioso actor cómico de reparto, Víctor Martucci, supo lucirse en notables roles tanto en la pantalla grande como en el teatro nacional argentino.
En cine trabajó en unos 30 filmes junto a primeras figuras de la talla de Luisa Vehil, Alberto Olmedo, Carlos Balá, Ethel Rojo, Blanquita Amaro, Andrés Mejuto, Alberto Dalbés, Luis Tasca y Alita Román, entre muchos otros.
En teatro integró la Compañía Argentina de Revistas Porteña, donde se destacó en los scketch cómicos Se asustó el nene y Noche de bodas.

## Filmografía
- 1949: El nieto de Congreve.
- 1952: Torrente indiano.
- 1953: El vampiro negro.
- 1953: La mujer de las camelias.
- 1953: El conde de Montecristo.
- 1954: Los problemas de Papá.
- 1954: Mi viudo y yo.
- 1954: El abuelo
- 1955: Mi marido y mi novio.
- 1955: La simuladora.
- 1955: En carne viva.
- 1955: Más allá del olvido.
- 1955: Canario rojo.
- 1955: Ayer fue primavera.
- 1955: La delatora.
- 1957: Fantoche............padre de Isabel
- 1957: La bestia humana.
- 1959: Gringalet.
- 1959: El candidato.
- 1960: El crack.
- 1960: El bote, el río y la gente.
- 1961: El centrofoward murió al amanecer.
- 1961: El rufián.
- 1962: Barcos de papel.
- 1963: Paula cautiva.
- 1963: Canuto Cañete, conscripto del siete...secretario de Guerra
- 1964: Circe.
- 1965: Los guerrilleros.
- 1966: Vivir es formidable.[2]

## Televisión
- 1953: Opera Atómica, junto a Tono Andreu, Gogó Andreu, Elsa del Campillo, Luis García Bosch y Gloria Montes.[3]

## Teatro
- Noches napolitanas.
- Sangre Gringa (1947), en el Teatro Coliseo con Pepita Muñoz, Vicente Formi, Amalia Britos, Gloria Ugarte, Enrique Belluscio, E. Borras, R. Rojas y E. Durante.
- Canciones del mundo (1948), estrenada en el Teatro Casino, con la Compañía Argentina de Revistas Musicales Pepe Arias, junto a Niní Marshall, Diana Montes, Sara Antúnez, Renata Fronzi y Héctor Ferraro.
- El Vivo Vive del Zonzo (1953), en el Teatro Select con Pepita Muñoz, Arturo Bamio, Ana M. Latapie, Aída Valdéz, Enrique Belluscio, Alberto de Salvio, Alicia Bari y Vicente Formi.
- ¡No hay suegra como la mía! (1953).

## Fotonovelas
- No jures por la luna con Duilio Marzio y Graciela Borges.